# Merge Records
Merge Records est un label indépendant américain de rock, basé à Durham, en Caroline du Nord. Il est fondé en 1989 par Laura Ballance et Mac McCaughan à Chapel Hill (Caroline du Nord). Il est à présent basé à Durham, dans le même État. Le label est originellement destiné à produire Superchunk, le groupe des fondateurs, puis s'est diversifié.

## Histoire
Après avoir sorti un certain nombre de disques et de cassettes audio, le premier CD studio de Merge Records sort le 1er avril 1992, avec Tossing Seeds de Superchunk, la première compilation de singles du groupe. Les premiers succès de Merge comprennent In the Airplane over the Sea de Neutral Milk Hotel, 69 Love Songs des Magnetic Fields et Kill the Moonlight de Spoon.
Le premier album du label à atteindre le Billboard 200 était Funeral de Arcade Fire, sorti en 2004. Arcade Fire donne au label sa sortie la mieux classée à l'époque avec son successeur, Neon Bible sorti en 2007, qui fait ses débuts à la deuxième place du Billboard 200 et, plus tard, atteint la première place avec son troisième album, The Suburbs en 2010. Parmi les autres sorties du Billboard Top 10, citons Ga Ga Ga Ga Ga et Transference de Spoon, ainsi que Volume Two de She and Him (l'actrice/musicienne Zooey Deschanel et M. Ward, musicien folk populaire de Merge). Parmi les autres sorties notables de Merge, citons Andorra de Caribou (lauréat du prix Polaris), Hold Time de M. Ward, Let's Get Out of This Country de Camera Obscura et Volume One de She and Him.
En février 2009, en raison de conditions de marché défavorables, il est annoncé que Touch and Go Records ne fabriquerait et ne distribuerait plus de disques pour Merge et de nombreux autres labels indépendants ; Merge était « sous l'égide de Touch and Go » depuis la sortie en 1992 de la compilation Tossing Seeds. Merge conclut rapidement un accord avec l'Alternative Distribution Alliance pour poursuivre la distribution de ses reprises.
En septembre 2009, Algonquin Paperbacks publie Our Noise: The Story of Merge Records, un livre relatant l'histoire du label. Cela fait suite à un festival de musique de 6 jours à Chapel Hill et Carrboro, Caroline du Nord, mettant en vedette plus de 40 groupes Merge du monde entier. célébrant le 20e anniversaire de la première sortie du label. Le label sort également un coffret de 17 disques sur abonnement uniquement, SCORE! 20 Years of Merge Records tout au long de l'année du 20e anniversaire, organisés par des créateurs de tendances de la culture pop tels que Amy Poehler, Zach Galifianakis, Jonathan Lethem, Peter Buck, David Chang, Mindy Kaling et bien d'autres, tous les bénéfices étant reversés à des œuvres caritatives.

## Groupes et artistes
Selon le site web officiel de Merge Records (2020) :
- Sneaks
- She and Him
- Mid Price
- The 6ths
- American Music Club
- Lou Barlow
- …And You Will Know Us by the Trail of Dead
- Arcade Fire
- Ashley Stove
- Beatnik Filmstars
- Richard Buckner
- Paul Burch
- Butterglory
- Buzzcocks
- Camera Obscura
- The Clean
- The Clientele
- Crooked Fingers
- Destroyer
- East River Pipe
- Matt Elliott
- The Essex Green
- Future Bible Heroes
- Ganger
- Guv'ner
- Annie Hayden
- Imperial Teen
- The Karl Hendricks Trio
- David Kilgour
- The Ladybug Transistor
- Lambchop
- The Mad Scene
- The Magnetic Fields
- The Music Tapes
- Neutral Milk Hotel
- Ought
- Conor Oberst
- Polvo
- Portastatic
- Pram
- Radar Bros.
- The Rock*A*Teens
- The Rosebuds
- Seaweed
- Shark Quest
- Spaceheads
- Esperanza Spalding
- Spent
- Spoon
- Matt Suggs
- Superchunk
- The Third Eye Foundation
- Times New Viking
- Versus
- M. Ward
- Waxahatchee
- Noyro